# ئی‌ام‌دی ئی۸
ئی‌ام‌دی ئی۸ (انگلیسی: EMD E8) یک لوکوموتیو دیزلی ساخت شرکت جنرال موتورز الکترو-موتیو دیویژن بوده است.
این لوکوموتیو که مابین سال‌های ۱۹۴۹ تا ۱۹۵۴ تولید می‌شده دارای ۱۲ سیلندر، ۲۲۵۰ اسب بخار توان خروجی و ۱۳۷ تا ۱۸۸ کیلومتر در ساعت سرعت بوده است.